# Scilla bifolia
La scilla silvestre (Scilla bifolia L.) è una pianta erbacea perenne della famiglia delle Asparagacee (sottofamiglia Scilloideae).

## Descrizione
Specie glabra, alta 10–20 cm.

I fiori, posti all'apice dell'unico fusto, sono per lo più 6-10, formanti un racemo. Hanno circa 1 cm di diametro. I tepali, solitamente 6, sono di un azzurro-violetto intenso, più raramente si rinvengono nella varietà bianca o purpurea.

Le foglie sono 2 (da cui il nome della specie), lanceolate, ricurve e lucenti, che abbracciano il fusto dalla base fino a circa la sua metà. Sono già presenti al momento della fioritura, che avviene tra marzo e maggio.

Possiede un bulbo profondo 10–20 cm, di 1–2 cm di diametro.

Il frutto è una capsula. Tutta la pianta è velenosa, soprattutto il bulbo.

## Distribuzione e habitat
Questa specie è ampiamente distribuita in Europa, dalla penisola iberica alla penisola balcanica. È presente in tutta Italia.
Si trova in luoghi ombrosi, boschi freschi di latifoglie, faggete, praterie d'altitudine, dai 100 ai 2000 m.